# 대구군위경찰서
대구군위경찰서(大邱軍威警察署, Daegu Gunwi Police Station)는 대구광역시경찰청이 관할하는 경찰서 중 하나이다. 대구광역시 군위군 일대를 관할한다. 대구광역시 군위군 군위읍 중앙길 74(서부리 64)에 위치하고 있다. 군위군의 대구광역시 편입이 이루어진 후에도 2023년 말까지 계속 경상북도경찰청이 관할했고, 2024년 1월 1일부터 대구광역시경찰청으로 이관하하면서 현재까지 운영 중이다.
서장은 총경으로 보한다.

## 기본 정보
- 주소: 대구광역시 군위군 군위읍 중앙길 74(서부리 64)
- 우편번호: 43119

## 관할 파출소
군위경찰서는 6개의 파출소를 산하에 두고 있다.
| 명칭             | 사진 | 주소                        | 관할구역       | 치안센터     |
| ---------------- | ---- | --------------------------- | -------------- | ------------ |
| 중앙파출소       |      | 군위읍 중앙길 73            | 군위읍, 소보면 | 소보치안센터 |
| 효령파출소       |      | 효령면 치산효령로 2383      | 효령면         |              |
| 부계파출소       |      | 부계면 창평길 29            | 부계면         |              |
| 우보치안센터     |      | 우보면 이화길 127           | 우보면         |              |
| 의흥파출소       |      | 의흥면 읍내6길 7            | 의흥면, 산성면 | 산성치안센터 |
| 삼국유사치안센터 |      | 삼국유사면 삼국유사로 438-7 | 삼국유사면     |              |